# Exochus punctus
Exochus punctus är en stekelart som beskrevs av Holmgren 1858. Exochus punctus ingår i släktet Exochus och familjen brokparasitsteklar. Arten är reproducerande i Sverige. Inga underarter finns listade i Catalogue of Life.